# Liste der Monuments historiques in Doix lès Fontaines
Die Liste der Monuments historiques in Doix lès Fontaines führt die Monuments historiques in der französischen Gemeinde Doix lès Fontaines auf.

## Liste der Bauwerke
| Bezeichnung       | Beschreibung              | Standort         | Kennzeichnung | Schutzstatus | Datum | Bild           |
| ----------------- | ------------------------- | ---------------- | ------------- | ------------ | ----- | -------------- |
| Kirche St-Pierre  |                           | Doix (Lage)      | PA00110087    | Inscrit      | 1989  | weitere Bilder |
| Kirche Notre-Dame | Erbaut im 12. Jahrhundert | Fontaines (Lage) | PA00110096    | Classé       | 1952  | weitere Bilder |